# Soldat
Un soldat, en el seu sentit més general, és qualsevol persona que forma part o bé serveix en un exèrcit, i es sotmet a una disciplina jerarquitzada, una reglamentació estricta i l’ús d’uniforme i símbols obligatoris a diferència d'un guerrer o milicià.
Aquesta persona es pot haver allistat, voluntàriament o en compliment d'un servei militar obligatori. El terme soldat es refereix també a un grau, generalment el més baix en l'escalafó (conegut també com soldat ras). Un soldat no és necessàriament combatent. Encara que tots els soldats reben algun tipus d'instrucció de combat bàsic, molts realitzen serveis en posicions diferents a les de combat (com per exemple, administratiu, en tasques logístiques, o de recerca i desenvolupament).

## Història
Pràcticament totes les cultures i civilitzacions des de la revolució neolítica, en la que va fomentar-se una forta divisió del treball, han tingut algun tipus de defensa militar, ja sigui per a conquerir més territoris, o per a defensar els seus. El servei militar era, comunament, obligatori per als homes. En l'antiguitat, les dones no tenien gairebé cap paper en el servei militar. Avui dia, sols alguns països tenen servei militar obligatori, com per exemple l'estat d'Israel on, tanmateix, aquest servei és obligatori tant per a homes com per a dones. A l'antiga Grècia, a Esparta, hi va haver els exèrcits més forts, preparats i entrenats del seu temps, ja que el baró soldat rebia un fort entrenament des de petit i dedicava tota la seva vida a la defensa militar. Una mica més tard, sorgeix l'exèrcit romà, conegut com un dels exèrcits més entrenats per haver de passar 18 mesos a l'exèrcit i a vegades es podia allargar estratègicament, el que va afavorir l'expansió de l'Imperi Romà, un dels imperis més grans que han existit. Avui dia, la majoria dels països posseeix un exèrcit, sent els Estats Units un dels països militarment més actius i preparats. Alguns països no tenen exèrcit propi, encara que tenen països amics disposats a protegir-los, gràcies a tractats polítics internacionals. Aquests països sense exèrcit solen estar disposats a mobilitzar la policia per a intervenir en algun conflicte lleu de caràcter militar, com per exemple, per aturar una guerra civil.
Els soldats a l'antiguitat o Edat antiga, són els de les primeres civilitzacions fins a la desaparició de l'Imperi Romà d'Occident, el 476.

### Soldat romà

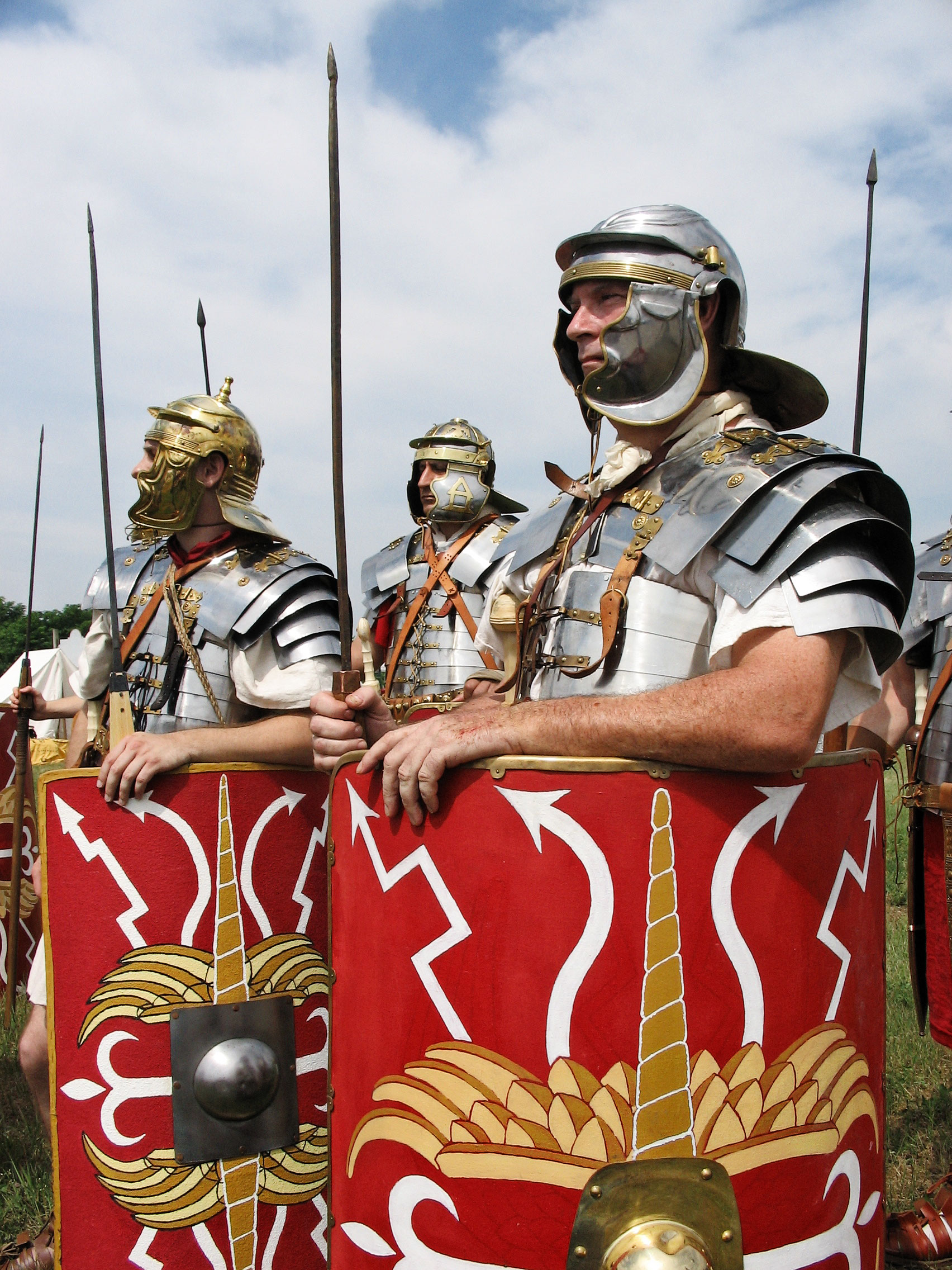
Reconstrucció històrica on es representen soldats romans.

En tots els temps de la Roma, temps de la República romana i anteriorment a l'època de Gai Mari, els costums en una família romana respecte a la possibilitat de tenir fills que algun dia serien soldats eren aquests: als 17 anys, el pare regalava al fill una cota de malla, un casc, un gladius (espasa romana), un punyal i uns esperons. La mare li regalava la caligae (unes botes militars), la funda per a l'escut, el sarró, un plomall de crins i el sagum o capa militar. Les germanes, si n'hi havia, teixien els mitjons i confeccionaven sis o set túniques. Aquests regals eren per a tota la vida i si arribaven intactes, fins i tot els heretaven els fills.
El legionari era el soldat que formava part d'una de les unitats més valuoses de l'exèrcit de l'Imperi Romà, l'anomenada legió romana. Al Segle II dC aquestes unitats eren l'evolució de les legions professionals, estaven compostes per homes que s'allistaven de forma voluntària, per un període de vint anys, més cinc a la reserva. Eren unitats professionals i permanents. L'allistament era senzill, només calia tenir la ciutadania romana, tot i que aquest requisit era inexcusable, amb el pas del temps es va començar a donar la ciutadania en el moment de l'allistament a homes que no la tenien, però que estaven molt motivats per pertànyer a la legió. Un cas seria el de fills il·legítims de legionaris. Cada legió reclutava anualment entre 250 i 300 nous reclutes (aquesta quantitat podia augmentar en èpoques de guerra), amb una mitjana d'edat d'entre 19 i 20 anys.

### El Soldat a l'Edat contemporània
El soldat a les forces armades d'un Estat sobirà, rep instrucció i equip per a defensar a l'esmentat Estat i els seus interessos. En la seva condició de membre de les esmentades forces armades, es converteix en un militar organitzat en l'exèrcit. Dins de l'exèrcit es divideixen els grups de soldats generalment en cossos o armes de diferents denominacions, tals com infanteria, marina, artilleria, cavalleria, etc.